# نيناد يوفانوفيتش
نيناد يوفانوفيتش هو لاعب كرة قدم صربي في مركز الوسط، ولد في 12 مايو 1988 في بلغراد في صربيا. لعب مع اف كي مقدونيا ونادي شكينديا.

## وصلات خارجية
- نيناد يوفانوفيتش على موقع قاعدة بيانات كرة القدم.إي يو (الإنجليزية)
- نيناد يوفانوفيتش على موقع بيانات كرة القدم. دي إي (الألمانية)
- نيناد يوفانوفيتش على موقع Soccerbase.com (لاعب) (الإنجليزية)
- نيناد يوفانوفيتش على موقع Soccerway.com (الإنجليزية)
- نيناد يوفانوفيتش على موقع عالم كرة القدم.نت (الإنجليزية)